# Deep Space 1
A missão Deep Space 1 (Espaço Profundo 1) foi lançada em 24 de outubro de 1998 da Estação da Força Aérea de Cabo Canaveral, por um foguete Delta II. É uma missão da NASA gerenciada pelo Jet Propulsion Laboratory - JPL. 
Ela é a primeira de uma série de missões de pesquisa do espaço profundo e de órbita terrestre, sendo um programa da NASA denominado New Millennium que visa experimentar novas tecnologias no espaço.
Seu objetivo principal era o de avaliar 12 novas tecnologias durante a fase primária de sua missão. Teve bastante sucesso em sua empreitada e na sua fase estendida, ele se encontrou com o cometa Borrelly e obteve as melhores imagens deste cometa.
Conduziu novas experiências na sua fase hiper-estendida da missão. A sonda foi desativada em 18 de dezembro de 2001.

## A Missão
A missão primária da sonda Deep Space 1 foi testar uma série de novas tecnologias, nunca antes utilizadas em uma nave espacial. 
Três destas novas tecnologias tiveram de ser postas em funcionamento, pouco depois da nave se separar do seu foguete de lançamento. 
Ao contrário das outras missões, nas quais a nave espacial passa um período de vários meses no espaço com mínima atividade até a chegada ao seu destino, a sonda Deep Space 1 iniciou imediatamente um período de intensa atividade, para realizar testes e experiências científicas nas suas 12 novas tecnologias transportadas a bordo da sonda. 
Uma pequena equipe de cientistas acompanhava o tremendo aumento de atividade nos 9 meses que se seguiram ao lançamento da sonda, a maioria dos quais eram testes que ultrapassaram as metas anteriormente estabelecidas. 

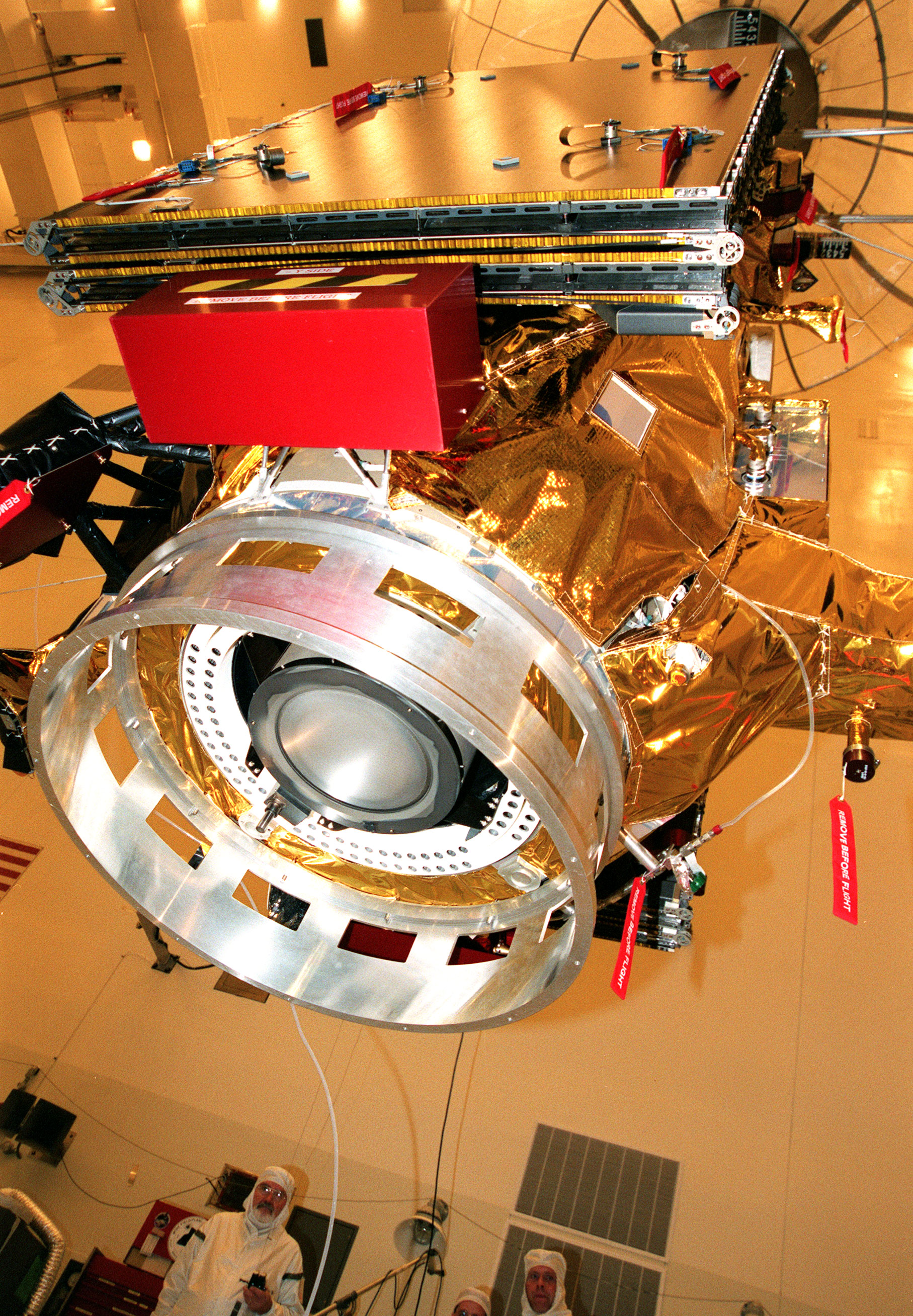
Sonda Deep Space 1

Além dos testes realizados pelo Deep Space 1 um programa adicional foi estabelecido: o encontro desta sonda com um asteroide.
Dois meses após o término das suas experiências científicas, a sonda foi programada para interceptar um cometa. Antes de entrar na sua fase estendida ocorreu uma falha crucial na sonda que obrigou a uma grande operação de resgate da sonda, na qual se conseguiu recuperar a funcionalidade.
A missão estendida teve seu ápice em Setembro de 2001 com um grande e perfeito encontro com o cometa Borrelly, onde o tempo de funcionamento da sonda ultrapassou mais de três vezes o período de tempo originalmente previsto.
Depois deste encontro se iniciou a fase hiper-estendida da missão. A sonda então retornou as suas origens, nove de suas tecnologias foram novamente testadas. Três tecnologias que exigiam a utilização do sistema autônomo não foram ativadas durante esta fase. Isso permitiu que estes equipamentos fossem novamente testados depois de um longo período no espaço.
Havendo excedido tanto em sua face tecnológica como em sua face científica, a sonda foi desativada em Dezembro de 2001. O seu transmissor foi desativado, mas a sonda Deep Space 1 permanece funcional, com o seu receptor ligado.

## Cronograma de operações da sonda
- Deep Space foi lançada em 24 de Outubro de 1998 de Cabo Canaveral, estado da Florida.
- Em 13 de Julho de 1999, a sonda tinha superado todas as metas antes estabelecidas.
- Em 28 de Julho de 1999, a sonda Deep Space 1 aproximou-se do asteroide 9969 Braille (formalmente denominado de 992 KD).
- A fase da missão primária terminou em 18 de Setembro de 1999 e se deu início da fase estendida.
- O sistema de navegação baseado em estrelas falhou em 11 de Novembro de 1999, deixando a nave espacial em sério perigo, pois não estava em condições de apontar sua antena principal para a Terra e de operar seu sistema de propulsão iônica.
- Uma das mais complexas operações de resgate teve início e obteve sucesso em Junho de 2000, quando a sonda Deep Space 1 foi capaz de utilizar suas outras câmeras para o funcionamento do sistema de navegação baseado nas estrelas e reiniciou o funcionamento de seu motor iônico.
- Em 22 de Setembro de 2001, Deep Space 1 teve sucesso no seu encontro com o cometa Borrelly. Depois da chegada dos dados coletados, a fase de operações estendidas terminou e teve início a fase de operação hiper-estendida.
- A sonda Deep Space 1 foi desativada em 28 de Dezembro de 2001.

## Tecnologias
Embora os objetivos do New Millennium Program fossem o de avaliar essas novas tecnologias a serem utilizadas em futuras missões espaciais, o New Millennium Program não é por si só um experiência científica voltada à coleta de dados. Era uma missão de alto-risco, pois pela própria natureza destes equipamentos cujas tecnologias nunca haviam sido postas à prova no espaço e não havia equipamentos convencionais de redundância, para entrarem em ação, caso houvesse algum maior problema.
São as seguintes tecnologias de ponta que foram testadas nesta missão:
- Solar Electric Propulsion
- Solar Concentrator Arrays
- Autonomous Navigation

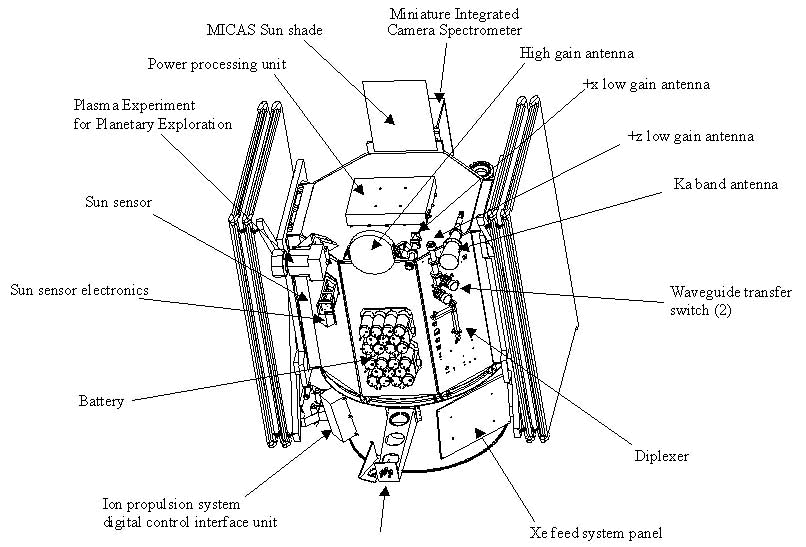
Diagrama da sonda

- Automated Planning (Planejamento Automatizado)
- Miniature Integrated Camera and lmaging Spectrometer
- Ion and Electron Spectrometer
- Small Deep Space Transponder
- Ka-Band Solid State Amplifier
- Beacon Monitor Operations
- Autonomous Remote Agent
- Low Power Electronics
- Power Actuation and Switching Module
- Multifunctional Structure

## Descrição das tecnologias
- Propulsion (Propulsão Iônica)

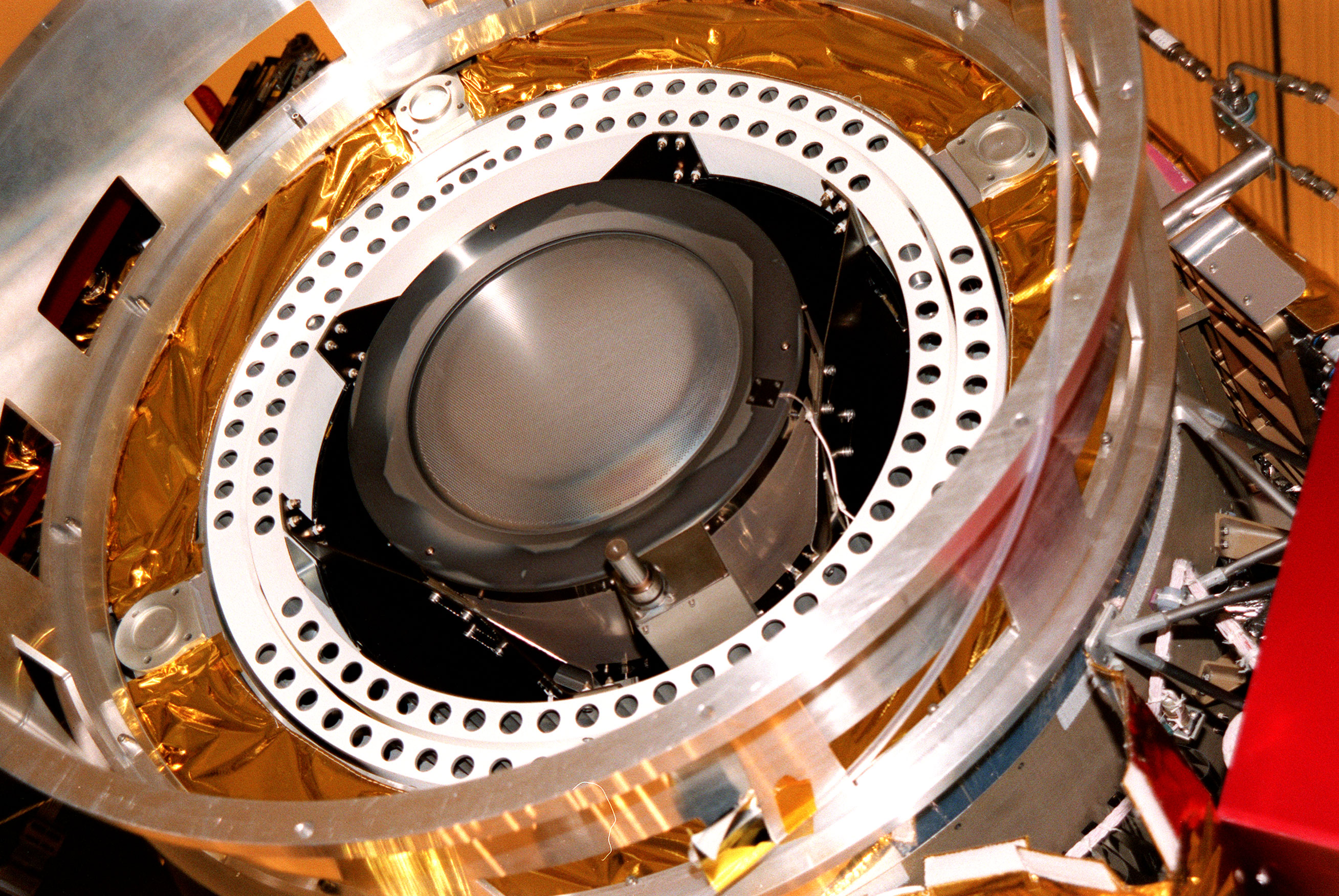
Detalhe do motor iônico da sonda

Semelhante aos motores químicos dos foguetes de propulsão convencional, o motor iônico acelera quase que continuamente, fornecendo no final, uma enorme velocidade. O motor do Deep Space 1 fornece 10 vezes mais impulso específico (proporção entre aceleração e propelente consumido), que um motor de propulsão convencional. 
- Autonomus Optical Navigation (Navegação Óptica Autônoma)

Baseando-se em imagens de asteroides e de estrelas que estão em um banco de dados do sistema de navegação óptica, o computador pode corrigir o curso da nave espacial. Anteriormente o sistema de navegação era dependente dos controladores da Terra.
- Beacon Monitor Operations (Operações de Monitor Sinalizador)

Esta tecnologia deve eventualmente reduzir a necessidade dos controladores da missão na Terra, para monitorar o estado da nave todo o tempo. O monitor sinalizador da sonda tem a capacidade de emitir um até quatro sinais para a Terra, sumarizando o estado da nave e indicando se será necessária a intervenção humana.
- Solar Concentrator Array (Painel Solar Concentrador)

Um avançado painel concentrador de energia solar fornece eletricidade para o motor iônico e é mais eficiente que os painéis convencionais, pesa menos e tem custo menor.
- Telecommunications Devices (Equipamentos de Telecomunicações)

Um novo equipamento de comunicações pesando menos e ainda sendo miniaturizado, pesando agora 3,2 quilogramas consistindo em um transponder de alta freqüência e de um amplificador. Um sistema com capacidade similar usando a atual tecnologia, deve pesar duas vezes mais e custar três vezes mais.
- Microelectronincs and Spacecraft Structure (Microeletrônica e Estrutura da Espaçonave)

Um sofisticado equipamento eletrônico ultraminiaturizado que consome menos energia e que apresenta uma estrutura multifuncional e integrada com a nave especial. Isso permite criar uma nave espacial menor, mais leve e mais eficiente.
- Autonomous Operations System (Sistema de Operações Autônomas)

Este experimento consiste em um sistema que pode planejar (Planejamento Automatizado), tomar decisões e operar por si mesmo. Um software sofisticado foi programado para operar o computador da nave especial, sem a ajuda humana. O sistema saberá quando ocorrer uma falha que decisão tomar e quando deve pedir ajuda . 
- Miniature Camera and Imaging Spectrometer (Espectômetro e Câmera Miniatura)

Uma câmera imageadora espectrográfica que é 10 vezes mais leve e que custa menos e consome menos energia que os atuais instrumentos convencionais. Elas irão utilizar um novo sensor que terá eletrônica integrada do tamanho de um pequeno chip. 
- Miniature Ion and Electron Spectrometer (Espectômetro Miniatura de Íons e Elétrons)

A massa deste instrumento foi diminuída em 25% comparando com os atuais instrumentos fabricados. E ele requer 50% menos energia para funcionar.

## Asteroide Braille
Os asteroides são antigos fragmentos de poeira e de gelo que restaram da formação do nosso Sistema Solar e por este motivo são de grande interesse para os cientistas. A maioria dos asteroides que são visíveis da Terra, órbita o Sol em um cinturão de asteroides localizado entre as órbitas de Marte e de Júpiter. 

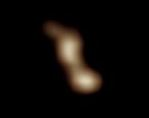
Asteroide Braille

Acredita-se que exista um outro cinturão de asteroides orbitando além da órbita de Plutão, porém estes corpos celestes estão muito distantes, são muito pequenos e/ou refletem pouca luz do Sol para poderem serem detectados pelos telescópios.
Em 28 de Julho de 1999, a sonda Deep Space 1 teve sucesso em se aproximar com um dos objetos do primeiro cinturão de asteroide, O cometa Braille (9969 Braille), e ficou apenas a 26 quilômetros de distancia do seu núcleo - o dobro da distancia que um avião comercial voa sobre a superfície da Terra.
Durante esta aproximação foram obtidas fotos, medidas as suas propriedades físicas básicas, a sua composição mineral, tamanho, morfologia e brilho. Pesquisou-se sobre as interações que o vento solar causam no asteroide, a fim de se detectar se ele apresenta algum campo magnético. O vento solar é um campo de alta energia que emana do Sol. 
Como este asteroide está distante do Sol, não produz uma cauda visível pela ação do calor dos raios do Sol. Sua vaporização é mais lenta e sua órbita não tem um ponto de maior aproximação do Sol significativa.

## Cometa Borrelly

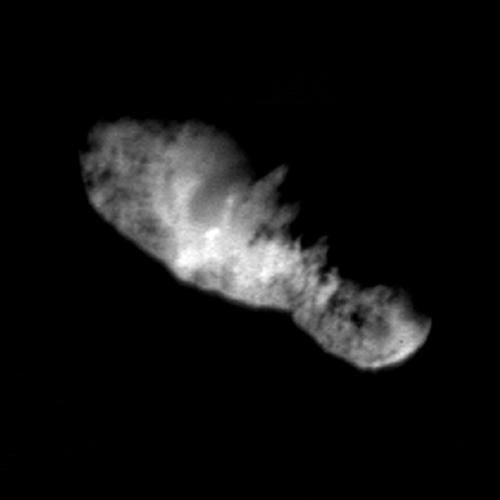
Cometa Borrelly

Um cometa é um asteroide que apresenta uma cauda. Os cometas são pedaços de gelo incrustados de poeira e de fragmentos que se condensaram quando da formação do Sistema Solar. Geralmente os cometas praticamente são invisíveis, por serem muito pequenos. Mas alguns deles têm uma órbita que passa mais próxima do Sol. Neste caso podem ser avistados da Terra e o calor do Sol vaporiza parte de seu núcleo e em muitas ocasiões produz uma cauda que pode se estender por milhões de quilômetros. A cauda é constituída de gases e de partículas.
Com o fim de sua missão primária, o Deep Space 1 entrou em sua fase hiper-estendida que culminou no encontro com o Cometa Borrelly, em 22 de Setembro de 2001.
Apesar de seu período de funcionamento ter sido esgotado e dos graves problemas de navegação que se deparou, o Deep Space 1 teve sucesso em fotografar e coletar dados científicos deste cometa. Os dados revelaram muitas informações sobre o núcleo e sobre a cauda deste cometa. 

## Nave espacial

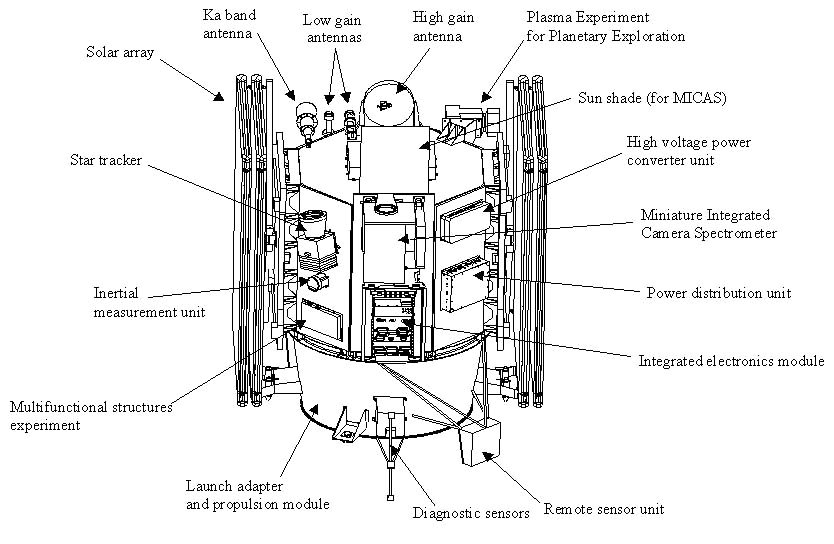
A sonda Deep Space 1

Embora a nave transporte 12 novas tecnologias, o restante da nave especial é composta de equipamentos de baixo custo, já testados e desenvolvidos em outras missões como o computador de voo que é o mesmo usado na missão Mars Pathfinder. A sonda está de acordo com o programa New Millennium, que trata do desenvolvimento de novas tecnologias e não da construção de uma sonda totalmente em cima de um projeto novo.
A estrutura da nave especial é em alumínio. A maioria dos componentes é montada em caixas no exterior da sonda, de forma a facilitar a sua integração e a sua fase de testes. A massa total da sonda é de 486 kg, sendo que a massa propriamente dita da sonda é de 373,4 kg e a hidrazina tem massa de 31,1 kg, mais 81,5 kg de xenônio.